# Grigoleti
Grigoleti (gruz. გრიგოლეთი) – wieś w Gruzji, w regionie Guria, w gminie Lanczchuti. W 2014 roku liczyła 286 mieszkańców.